# Damernas svikthopp i simhopp vid olympiska sommarspelen 1992
Damernas svikthopp i de olympiska simhoppstävlingarna vid de olympiska sommarspelen 1992 hölls den 1-2 augusti i Piscina Municipal de Montjuïc. 

## Medaljörer
| Event             | Guld         | Silver           | Brons                 |
| 3 meter svikthopp | Gao Min Kina | Irina Lasjko OSS | Brita Baldus Tyskland |

## Resultat
| Placering | Hoppare                  | Kval   | Kval      | Final            |
| Placering | Hoppare                  | Poäng  | Placering | Poäng            |
| --------- | ------------------------ | ------ | --------- | ---------------- |
| 1         | Gao Min (CHN)            | 309,75 | 3         | 572,40           |
| 2         | Irina Lasjko (EUN)       | 334,89 | 1         | 514,14           |
| 3         | Brita Baldus (GER)       | 312,90 | 2         | 503,07           |
| 4         | Heidemarie Bártová (TCH) | 286,14 | 7         | 491,49           |
| 5         | Julie Ovenhouse (USA)    | 291,48 | 5         | 477,84           |
| 6         | Vera Iljina (EUN)        | 290,46 | 6         | 470,67           |
| 7         | Simona Koch (GER)        | 281,46 | 10        | 468,96           |
| 8         | Mary DePiero (CAN)       | 278,76 | 12        | 449,49           |
| 9         | Karen LaFace (USA)       | 279,06 | 11        | 447,75           |
| 10        | Verónica Ribot (ARG)     | 282,54 | 9         | 447,42           |
| 11        | Yuki Motobuchi (JPN)     | 301,23 | 4         | 443,76           |
| 12        | Julia Cruz (ESP)         | 282,69 | 8         | 436,47           |
| 13        | Tracy Cox (ZIM)          | 277,95 | 13        | Gick inte vidare |
| 14        | Daphne Jongejans (NED)   | 277,29 | 14        | Gick inte vidare |
| 15        | Jennifer Donnet (AUS)    | 272,64 | 15        | Gick inte vidare |
| 16        | Maria Elena Romero (MEX) | 269,34 | 16        | Gick inte vidare |
| 17        | Tan Shuping (CHN)        | 269,10 | 17        | Gick inte vidare |
| 18        | Ágnes Gerlach (HUN)      | 265,86 | 18        | Gick inte vidare |
| 19        | Naomi Bishop (GBR)       | 261,81 | 19        | Gick inte vidare |
| 20        | Ionica Tudor (ROU)       | 258,15 | 20        | Gick inte vidare |
| 21        | Evelyne Boisvert (CAN)   | 258,09 | 21        | Gick inte vidare |
| 22        | Rachel Wilkes (AUS)      | 254,31 | 22        | Gick inte vidare |
| 23        | Karla Goltman (ARG)      | 254,28 | 23        | Gick inte vidare |
| 24        | Luisella Bisello (ITA)   | 249,36 | 24        | Gick inte vidare |
| 25        | Ana Ayala Muñoz (MEX)    | 249,03 | 25        | Gick inte vidare |
| 26        | Eleni Stavridou (GRE)    | 240,42 | 26        | Gick inte vidare |
| 27        | Catherine Aviolat (SUI)  | 239,49 | 27        | Gick inte vidare |
| 28        | Kim Myong-Son (PRK)      | 232,65 | 28        | Gick inte vidare |
| 29        | Kim Hye-Ok (PRK)         | 206,64 | 29        | Gick inte vidare |